# 化工集团案
化工集团案（英語：The Case of the Chemical Syndicate），此故事出现在《侦探漫画》第27期，是DC漫画的超级英雄蝙蝠侠初登场之作。 此故事情节常被拿来与魅影奇侠的《危险伙伴》来比较。

## 情节概要
一名名叫兰伯特的男子被谋杀，凶器上发现了他儿子的指纹。警察局长戈登带着朋友布鲁斯·韦恩去了犯罪现场。戈登询问了年轻的兰伯特。兰伯特说不是他干的，另有他人谋杀了他的父亲。当他从他父亲的背上拔出刀时，他的指纹落在了刀上。他还提到：他的父亲有三个商业伙伴，分别是史蒂芬·克莱恩、阿尔弗雷德·史崔克和保罗·罗杰斯。
就在那时，史蒂芬·克雷恩打电话给戈登局长，告诉他，昨天兰伯特收到了匿名威胁，而他今天也收到了同样的威胁，并对自己的生命感到恐惧。韦恩此时说他要回家了就走了。警察去了克雷恩的家，但为时已晚，凶手已经谋杀了他。
在凶手向他的一个同谋者他展示他偷走的合同时。突然间，一个黑暗可怕的人物找上了他们——“蝙蝠侠（Bat-Man）”——他击败了两名罪犯，并着手调查合同。
后来，保罗·罗杰斯去了阿尔弗雷德·史崔克的家。史崔克的助手詹宁斯逼迫罗杰斯进入毒气室以杀死他。 此时“蝙蝠侠”到达，救了罗杰斯并击败詹宁斯。然后史崔克到达，显露了自己才是主谋，并攻击了罗杰斯，但“蝙蝠侠”制服了他。
“蝙蝠人”透露说，史崔克希望完全控制埃佩克斯化学公司，而不想为此付钱，为了获得它，他雇佣了凶手杀死他的生意伙伴并窃取他与他的秘密合同。史崔克狗急跳墙，偷袭了“蝙蝠人”，蝙蝠侠在反击史崔克时，将他击入了盐酸池。 “这倒符合他的行事风格。”“蝙蝠人”在通过天窗消失之前说道。
第二天，局长戈登与年轻的布鲁斯·韦恩交谈，告诉他关于蝙蝠人的故事。韦恩表现得很怀疑，然后回家了……。在那里，读者发现他正是那个“蝙蝠人”!

## 出版
除了首次刊登在《侦探漫画》第 27期以外，化工集团案也在其他作品中重写过下:
- 侦探漫画第387期
- 侦探漫画第627期
- 著名的第一版C-28
- 千禧年剪辑版:侦探漫画第27期
- 蝙蝠侠档案第一辑
- 蝙蝠侠编年史第一辑
- 蝙蝠侠:从30年代到70年代

## 重塑
由于这是蝙蝠侠的第一次冒险，《化学集团案》已经被多次改编。1969年，也就是这个故事的30周年纪念日，在编剧迈克·弗里德里希与画师鲍勃·布朗和乔·吉拉创作的《侦探漫画》第387期上重新刊登。新标题为「夜的呼喊——突然死亡！」它将场景更新为一个当代的场景，在原作的一些细节方面发挥创作。
另一部重置作品是罗伊·托马斯和马歇尔·罗杰斯在1986年的《秘密起源》第6期中创作的，更接近原作的情节，但采用了最新的画作手法。
《侦探漫画》第627期是一本特别刊，包括四个不同版本的故事：1939年的原版、1969年的版本，和两个新故事，一个由马夫·沃尔夫曼和吉姆·阿帕洛创作，另一个是艾伦·格兰特和诺姆·布里弗格尔的作品。
编剧布拉德·梅尔策和画师布莱恩·希奇改编了这个故事，并将其作为新52《侦探漫画》第27期中的一个故事，作为蝙蝠侠的75周年特刊的一部分。故事的情节和人物与原著基本相同，故事添加一个结尾，暗示着史崔克在酸液中的浸渍将他变成了小丑一般的人物。